# Reykjafjarðarháls
Reykjafjarðarháls är en kulle i republiken Island. Den ligger i regionen Västfjordarna, 200 km norr om huvudstaden Reykjavík. Toppen på Reykjafjarðarháls är 313 meter över havet, eller 56 meter över den omgivande terrängen. Bredden vid basen är 2,4 km.
Det finns inga samhällen i närheten. Trakten runt Reykjafjarðarháls består i huvudsak av gräsmarker.